# Шалычев, Виталий Семёнович
Виталий Семёнович Шалычев (укр. Віталій Семенович Шаличев; 30 октября 1946, Чистяково, Сталинская область — 22 июня 2021, Турция) — советский и украинский футболист и футбольный тренер. Мастер спорта СССР. Играл на позиции полузащитника. Заслуженный тренер Украины.

## Биография
Выступления в большом футболе начал в клубе «Шахтёр» (Торез) в 1965 году. С того же 1965 зачислен в «Шахтёр» (Донецк), но вплоть до 1968 года не провёл ни одной игры за основной состав.
В 1966-67 играл за «Таврию» (Симферополь), провёл 59 игр, забил 11 мячей.
С 1968 по 1970 год играл за «Шахтёр» (Донецк), 56 игр, забил 9 мячей. В 1971 играл за дубль «Торпедо» (Москва), забил 1 мяч. В середине сезона перешёл в клуб Первой лиги «Днепр» (Днепропетровск), где сыграл 12 игр, забил 2 мяча.
В 1973-74 — в составе клуба 2-й лиги «Авангард» (Севастополь).
В 1974-77 играл за «Колхозчи» (Ашхабад) — 95 игр, забил 25 мячей.
Играл за молодёжную сборную СССР (5 игр), а затем и за олимпийскую сборную Советского Союза (8 игр, 2 мяча).
В 1977 вернулся в Симферополь, где обосновалась его семья (две дочери и сын), год отработал с детьми в «Таврии». Затем окончил высшую школу тренеров в Москве (учился в одной группе с Михаилом Ивановичем Фоменко). В 80-е тренировал «Кривбасс», а с 1986 года стал главным тренером керченского «Океана».
В 90-е три года работал в Мавритании с одним из ведущих клубов этой страны.
В феврале 1995 возглавил симферопольскую «Таврию», которая при нём дважды обыграла киевское «Динамо» в 1/4 Кубка Украины — в Симферополе (2:1) и в Киеве (1:0). В мае 1995 покинул команду.
Позже, в разные годы, Виталий Семенович Шалычев работал с такими командами высшего украинского и азербайджанского дивизиона как: криворожский «Кривбасс», бакинский «Интер», где ассистировал Анатолию Конькову.
В сезоне 2000/01 возглавлял харьковский «Металлист», однако особых успехов с командой не добился.
Перед началом сезона 2007/08 вновь стал тренером «Таврии». Отработав с командой год, летом 2008 покинул её.
Умер 22 июня 2021 года в возрасте 74 лет.